# Lars Sætra
Lars Sætra, né le 24 juillet 1991 à Drammen en Norvège, est un footballeur norvégien qui évolue au poste de défenseur central au Kalmar FF.

## Biographie

### En club
Né à Drammen en Norvège, Lars Sætra est formé par le club local du Strømsgodset IF, où il commence sa carrière professionnelle. Il joue son premier match le 20 septembre 2009, lors d'une rencontre de championnat face au Fredrikstad FK. Il entre en jeu et son équipe s'impose par quatre buts à un.
Le 7 juillet 2014, Lars Sætra rejoint la Suède afin de s'engager en faveur de l'Hammarby IF. Le club anglais de Leeds United était également intéressé par le joueur mais Sætra avait déjà signé pour Hammarby.
Le 9 janvier 2017, Lars Sætra prend la direction de la Chine et d'un jeune club, le Baoding Yingli ETS F.C. (en).
Un an après son départ pour la Chine, où il aura peu apprécié son séjour et où il aura eu du mal à s'adapter, Lars Sætra fait son retour en Norvège en s'engageant avec le club de ses débuts, le Strømsgodset IF. Il signe un contrat courant jusqu'en décembre 2019,
Le 20 février 2020, Lars Sætra rejoint le Tromsø IL. Il signe un contrat de deux ans, soit jusqu'en décembre 2021.
Le 31 mars 2021, Lars Sætra retourne en Suède afin de s'engager en faveur du Kalmar FF. Il signe un contrat courant jusqu'en décembre 2023,.
Le 22 mai 2022, Sætra inscrit son premier but pour le Kalmar FF, lors d'une rencontre de championnat face au Djurgårdens IF. Titulaire, il donne la victoire à son équipe en marquant le seul but de la partie dans le temps additionnel de la seconde période, sur un service d'Oliver Berg.

### En sélection
Lars Sætra joue son premier et unique match avec l'équipe de Norvège des moins de 19 ans face à l'Espagne le 14 avril 2014. Il est titularisé et les deux équipes se neutralisent (0-0 score final).